# سونکوک (نیوهمپشایر)
سونکوک (به انگلیسی: Suncook) شهری در ایالت نیوهمپشایر کشور ایالات متحده آمریکا است که جمعیت آن در سرشماری سال ۲۰۱۰ میلادی، ۵٬۳۷۹ نفر بوده‌است.